# Agim Ramadani
Agim Ramadani (* 3. Mai 1963 in Žegra, Föderative Volksrepublik Jugoslawien; † 11. April 1999 in Koshare, Bundesrepublik Jugoslawien, heute Kosovo) war ein kosovo-albanischer Soldat, Künstler und Schriftsteller, der während des Kosovokrieges kämpfte und in der Schlacht von Koshare fiel. Er kämpfte unter dem Pseudonym Katana. Er gilt als Held und Märtyrer des kosovarischen Unabhängigkeitskampfes.

## Leben
Ramadanis Familie stammt ursprünglich aus dem Hochland von Karadak aus dem Dorf Depce in der Nähe von Preševo. Die Grundschule absolvierte er zunächst in seinem Heimatort Zhegra, im Jahr 1980 dann die höhere technische Schule in Gjilan und die Militärakademie für Kommunikation in Zagreb. Während seiner Schulzeit waren Poesie und Malerei seine Leidenschaften. Seine Gedichte wurden in Literaturzeitschriften veröffentlicht, und er organisierte Malereiausstellungen in Kroatien, wo er als Offizier der Jugoslawischen Volksarmee arbeitete, und in der Schweiz, wo er lebte, nachdem der Krieg in Kroatien ausgebrochen war. 1998 wurde Ramadani zum Ehrenmitglied der Europäischen Akademie der Künste ernannt.
Im Jahr 1998 verließ Ramadani die Schweiz, wo seine Frau und drei Kinder (zwei Söhne und eine Tochter) lebten, und schloss sich der kosovarischen Befreiungsarmee (UÇK) an. Im April 1999 kämpfte er in der Schlacht von Koshare, einer der wichtigsten Schlachten des Kosovokrieges, und fiel im Alter von 35 Jahren.
Neben seinen militärischen Aktivitäten war Ramadani auch ein Künstler und Schriftsteller. Seine Werke, darunter Gedichte und Essays über den kosovarischen Unabhängigkeitskampf und die Geschichte Albaniens, wurden posthum veröffentlicht. Sein Buch Trëndafili i lirisë (Die Rose der Freiheit), das eine Sammlung seiner Gedichte und Essays während des Kosovokrieges enthält, wurde 2000 veröffentlicht und ist zu einem Symbol des kosovarischen Unabhängigkeitskampfes geworden.

## Wirken
Agim Ramadani bleibt eine wichtige Persönlichkeit in der Geschichte Kosovos und Albaniens. Sein Name und sein Vermächtnis werden oft in Liedern, Gedichten und anderen kulturellen Ausdrucksformen gewürdigt. Seine Werke haben dazu beigetragen, das Bewusstsein für den kosovarischen Unabhängigkeitskampf zu schärfen, und sind heute noch eine Quelle der Inspiration und Hoffnung für viele Menschen in Kosova und Albanien.
Viele Straßen in Kosova wurden nach ihm benannt, unter anderem auch eine der wichtigsten in der Hauptstadt Pristina. In seinem Geburtsort befindet sich eine Statue von ihm, welche ursprünglich in Gjilan aufgestellt worden war und später versetzt wurde.

## Werke/Schriften
- Trëndafili i lirisë (Die Rose der Freiheit). Pristina 2000 (nach seinem Tod)
- Një jetë tjetër (Ein anderes Leben). Pristina 2002 (nach seinem Tod)